# 愛知警察署
愛知警察署（あいちけいさつしょ）は、愛知県警察が管轄する警察署の一つである。

## 所在地
- 愛知県愛知郡東郷町白鳥2丁目1番地8

## 管轄区域
- 豊明市
- 日進市
- 長久手市
- 愛知郡東郷町

## 沿革
- 1948年2月 - 警察法施行により国家地方警察愛知県愛知地区警察署が設立。庁舎完成まで瑞穂警察署庁舎内で執務。
- 1949年5月 - 愛知郡日進村大字浅田字笹原（現・日進市浅田町）に愛知地区警察署庁舎竣工。当時の管轄区域は、愛知郡猪高村、天白村、東郷村、日進村、長久手村、豊明村、幡山村。
- 1954年7月 - 新警察法の施行により愛知県愛知警察署になる。鳴海町警察署の管轄区域を吸収。
- 1955年2月 - 幡山村が瀬戸市に合併し、瀬戸警察署の管轄に編入。
- 1955年4月 - 猪高村が名古屋市千種区、天白村が名古屋市昭和区に合併し、千種警察署・昭和警察署の管轄に編入。
- 1964年12月 - 知多郡有松町・大高町の名古屋市緑区への編入に伴い、横須賀警察署（現・東海警察署）より管轄区域の一部である名古屋市緑区が、愛知警察署の管轄に編入。
- 1974年8月 - 名古屋市緑区を管轄区域とする緑警察署が分離独立。
- 1975年3月31日 - 名鉄豊田線新線計画及び国道153号拡張工事に伴い、愛知郡日進町浅田（現・日進市浅田町）から現在地へ移転。

## 組織
- 警務課
  - 警務係
  - 住民サービス係
  - 留置管理係
- 会計課
  - 会計係
- 生活安全課
  - 生活安全(第一係・第二係)
  - 少年係
  - 保安係
- 地域課
  - 地域総務係
  - 地域(第一係～第三係)
  - 特別警戒隊
- 刑事課
  - 刑事総務係
  - 強行(第一係・第二係)
  - 盗犯(第一係・第二係)
  - 鑑識係
  - 知能係
  - 暴力薬物係
- 交通課
  - 交通総務係
  - 交通規制係
  - 指導取締係
  - 事故捜査係
- 警備課
  - 警備係

## 幹部交番
（ ）の中は所在地

### 豊明市
- 豊明幹部交番（豊明市新田町西筋111番地1）

## 交番
（ ）の中は所在地

### 豊明市
- 沓掛交番（豊明市沓掛町石畑208番地1）
- 前後交番（豊明市前後町善江1668番地）

### 日進市
- 岩崎交番（日進市岩崎町大塚45番地3）
- 米野木交番（日進市米野木町仲田56番地1）
- 浅田交番（日進市浅田町東前田44番地3）

### 長久手市
- 岩作交番（長久手市岩作城ノ内100番地）
- 長久手交番（長久手市西浦501番地）
- 長久手南交番（長久手市市が洞1丁目1408番地）

### 東郷町
- 御岳交番（愛知郡東郷町御岳1丁目14番地1）
- 春木交番（愛知郡東郷町春木台2丁目13番地12）

## かつて存在した交番、駐在所
- 二村台交番（豊明市二村台3丁目、豊明幹部交番に統合）
- 沓掛駐在所（沓掛交番に変更）
- 新栄交番（豊明市新栄町6丁目、前後交番に統合）

ほか

## 管内で発生した主な事件
- 豊明母子4人殺害事件 - 2004年（平成16年）9月9日に豊明市沓掛町で発生。事件から19年が経過した2023年（令和5年）9月時点でも未解決事件となっている。